# パンチDEデート
『パンチDEデート』（パンチでデート）は、1973年10月7日から1984年3月24日まで関西テレビで放送されていた視聴者参加型の恋愛バラエティ番組である。その後も1984年4月7日から1985年3月30日まで『新・パンチDEデート』と題して放送されていた。
朝日放送『ラブアタック!』、『プロポーズ大作戦』と共に関西準キー局制作の恋愛物バラエティ御三家の一つ。元々は1972年10月に関西テレビ深夜のローカル番組『ナイト・パンチ』木曜日版の1コーナーとしてスタートしたもので、若者風俗をうまく取り込んだことから人気が上昇し、翌年10月に30分のローカル番組として独立。さらに1年後の1974年10月6日にはフジテレビ系全国ネット番組に昇格した。
司会は、落語家の桂三枝と漫才師の西川きよしが務めていた。

## オープニング
オープニングでは、三枝ときよしが漫才を披露した後、「ひと目会ったその日から」「恋の花咲くこともある」「見知らぬ貴女（あなた）と」「見知らぬ貴男（あなた：初期には見知らぬ君）に」「デートを取り持つ」「パンチDEデート！」と番組のキャッチフレーズを叫んでいた。これはエンディングでも叫ばれていた。ローテーションは、きよし→三枝→きよし→三枝→きよし→三枝・きよしの順。
三枝ときよしは番組テーマ曲を歌ったこともある。

## 放送時間
いずれも日本標準時。

### パンチDEデート
以下は制作局での放送日時を記載。
- 日曜 12:45 - 13:15 （1973年10月7日 - 1974年9月29日）
- 日曜 22:30 - 23:00 （1974年10月6日 - 1983年9月25日）- これ以降系列キー局フジテレビでもネット受けを実施。この期間はフジテレビでも制作局と同時ネット。
- 日曜 23:00 - 23:30[注 1] （1983年10月2日 - 1984年3月25日）- フジテレビと一部の系列局では土曜19:00 - 19:30に先行ネット（制作局より1日先行）。

### 新・パンチDEデート
- 土曜 23:00 - 23:30 （1984年4月7日 - 1985年3月30日） - MIZUNOの一社提供で放送。フジテレビでも制作局と同時ネット。

## ルール・進行
舞台の左の袖から女性が、右の袖から男性が登場し、中央の椅子に座る。このとき、三枝ときよしが「こちら、久々の○○という感じ」などと、男女双方の第一印象を伝える。2人の間はカーテンで仕切られていて、互いの姿を見ることはできない。男性側にきよしが、女性側に三枝が介添え人として付く。
それぞれに、仕事や趣味、理想の異性像、タレントなどをインタビューし、声の調子や会場の反応をからめ、姿の見えない相手のイメージを膨らませていく。好きなタレントを質問した後、三枝ときよしが、カーテンの中央にあるのぞき穴越しに相手方を見ながら、「誰々（タレントの名前）というよりも、何々という感じ」と寸評する。三枝が首を傾けながら放つ「オヨヨ」や「グー」「アリィ？」などのギャグは流行語にもなった。
その上で、三枝ときよしの「せぇ〜の〜、ごた〜いめ〜ん!」の掛け声でカーテンが上がり、両者が対面。その後は1、2分間、2人だけで会話する。客席に向き戻った2人が、それぞれスイッチを持って背後に廻す。司会の「目をつぶって上を向いて……、スイッチ・オン！」のコールの後に、気に入った（交際したい）のならスイッチ・オンし、そうでないのならノー・タッチ。その結果は、背後の大きなハート型の電光掲示板の点滅で判明する。ハートの左半分が女性の意思表示で、右側が男性。ハート全体が点滅すれば見合いは成功ということになる。
テーマ曲やBGMは大半がエレクトーンで生演奏されていた。

## ハート型の電光掲示板（セット）の変遷
初代（ローカル番組時代 - 1976年9月）
丸い半透明のボードの中に埋め込まれていた。
2代目（1976年10月 - 1984年3月）
リアルなハート型になり、外周を赤いガラスケースで縁取り、その凹凸に豆電球が取り付けられる。また、ガラスケースは左右の袖にも縁取られ、お見合い成功の場合は全部点滅した。
3代目（新・パンチでデート）
ハートの部分のみ、外周には派手にランプが点滅していた。両サイドにはオーロラの模様の羽があり、その上に「PUNCH」（女性側）「DE DATE」（男性側）のタイトルロゴ。袖には小さな階段と3体の電照パネルのオブジェがあり、そのうち1体の最上段にはMIZUNOの「M」のロゴマークが印刷されている。ホリゾントは、最初の2回は水色で、それ以降は桃色。椅子とカーテンも最初の2回とそれ以降で変更されている（カーテンは模様入りになった）。第1回目のオープニングで、きよしいわく「ラスベガスみたいですな」。三枝「前回（2代目）よりも豆電球が100個多いんですよ」。
初代と2代目の第一期（1977年9月まで）は、どちらかが拒絶した（点滅しなかった）場合、ランプはまっすぐに裂けていた。2代目の第二期から（1977年10月以降）、ジグザグ状に裂けるようになる。
仕切りのカーテンは、2代目までは巻き取り式で、ご対面のとき、舞台裏に隠れているスタッフが引っ張っていた。3代目は電動式で、のぞき穴はなかった。
2代目以降、スイッチ・オン時には舞台が暗転し、双方にスポットライトが当たる演出が行われた。
3代目では、スイッチは椅子の後ろにビニールテープで固定されていた。

## 特別企画
1976年から1984年にかけて（1982年は除く）、毎年正月に1時間のスペシャルが放送された。タレント同士が、奇妙な声で見合いする（このため、タレントはボイスチェンジャーに接続されたコード付のハンドマイクを持っている）「奇声DEデート」、奇抜な扮装で見合いする「変装DEデート」、父親がタレントという子息・子女同士が見合いする「ちびっ子DEデート」、お見合い成功したカップルから5、6組を招いてその後の相性を探る「パンチ同窓会」などで構成された。
放送日時は次の通り。
| タイトル                | 放送日       | 関東地区の放送時間（JST） |
| ----------------------- | ------------ | ------------------------- |
| 新春特番!パンチDEデート | 1976年1月2日 | 金曜16:00 - 16:55         |
| 新春特番!パンチDEデート | 1977年1月1日 | 土曜13:00 - 13:54         |
| 新春特番!パンチDEデート | 1978年1月3日 | 火曜12:00 - 13:00         |
| 新春特番!パンチDEデート | 1979年1月3日 | 水曜12:00 - 13:00         |
| 新春特番!パンチDEデート | 1980年1月3日 | 木曜12:00 - 13:00         |
| '81新春パンチDEデート   | 1981年1月1日 | 木曜14:00 - 14:55         |
| （1982年は放送せず）    |              |                           |
| 新春パンチDEデート      | 1983年1月3日 | 月曜14:00 - 14:55         |
| 新春パンチDEデートSP    | 1984年1月2日 | 月曜17:00 - 18:00         |

（参考：『朝日新聞 縮刷版』朝日新聞社、1976年1月1日 - 1984年1月1日のテレビ欄 エラー: 日付が正しく記入されていません。（説明）。)

## 番組の終了
1976年当時は関東で30.7％、関西で44.9％の最高視聴率をそれぞれ誇った（ビデオリサーチ調べ）ものの、放送時間が土曜日23時台に移っていた1984年11月頃の時点では平均視聴率10％を下回っていたこともあって、同年12月には「来春で終了」との一報が出され、1985年3月30日に番組は終了。『ナイトパンチ』時代を含めて12年半の歴史に幕を下ろした。この間、結婚に至ったカップルは、番組スタッフが確認した限りで4組だった。
1987年9月18日、フジテレビのスペシャル番組『ぼくら冒険王』（『金曜おもしろバラエティ』枠で放送。過去フジテレビで放送された番組を復刻する番組）復刻された。司会は山田邦子と渡辺徹。男性側はマグマ大使、女性側は沢口靖子（映画『竹取物語』の宣伝も兼ねて）が出演。マグマ大使は好きなタレントに沢口と答え、カップル誕生。
1990年、TBS『いきなり!クライマックス』の1コーナー「いきなり復刻版」で二度放送された。このときにはちびっ子版で、1回目は両者とも興味なし（点滅せず）、2回目は女の子の方のみが点滅した。
番組終了から10年後の1995年、特別番組『帰ってきたパンチDEデート』が関西ローカルで放送された（一部系列局でも番組販売で放送）。
2013年12月22日に、『祝!芸能生活50周年 西川きよしが仕掛け人!大目玉覚悟の初ドッキリ&復活!パンチDEデートスペシャル』内の企画として復活。公開収録の内容を2部構成で放送した。ちなみに、第1部では今田耕司と浅田舞、第2部では小堺翔太と宇都宮まきが出演し、いずれも対面後にハートマークが点灯した。オープニングでのタイトルコールでは、きよしが「ひと目会ったその日から」というフレーズを述べ始めたにもかかわらず、現在の「桂文枝」名義で登場した三枝が続きのフレーズを失念したためにコールをやり直すというハプニングがあった。

## 収録

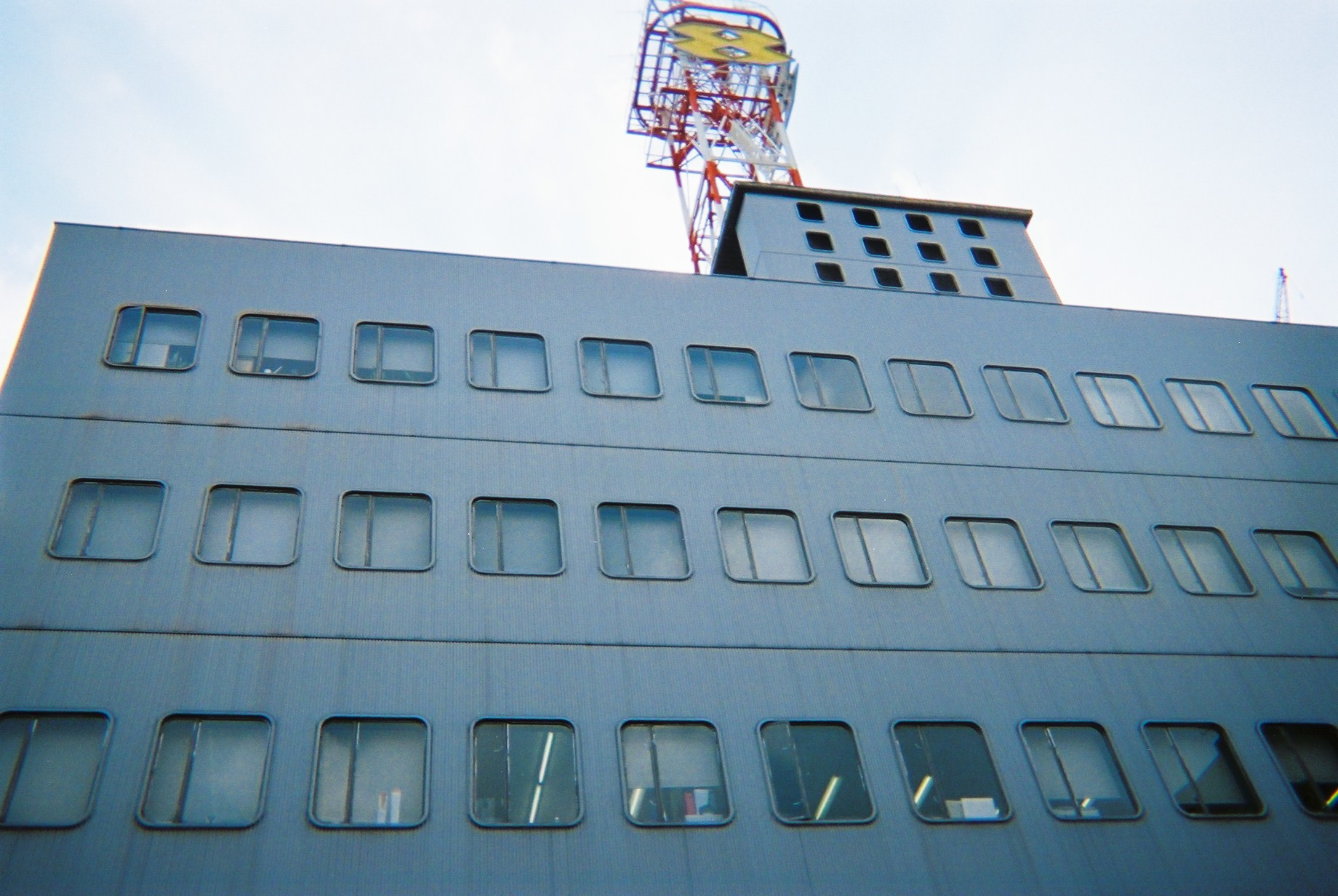
番組末期に収録の会場として使用された関西テレビ旧本社社屋

原則として毎月2回、大阪市内にあるSABホール（後のリサイタルホール）に一般観覧客を招いて、2週分の収録を行った。SABホールが他興行やメンテナンスで使用できない場合は、近畿地方のほかの公会堂を使用していた。1984年4月7日放送分からは、西天満にあった関西テレビのスタジオを使用した。
また、年に3、4回は地方で公開収録を行っていた。ハワイやグアム、サイパン、香港など、外国人や現地の日系人が出場した海外ロケ版も制作された。

## 補足
- 関西テレビを初めとするFNNの加盟局では、1970年代に番組の放送日（日曜日）が国政選挙の投・開票日と重なる場合に、『パンチDEセンキョ FNN開票速報』というタイトルの選挙特別番組を編成。本番組のレギュラー放送を休止する代わりに、三枝ときよしが当時河田町にあったフジテレビのスタジオから生中継で同特番の進行役を務めた。『決定版!!オールスター パンチDEセンキョ FNN開票速報』として放送された第35回衆議院議員総選挙の特別番組（1979年10月7日放送）では開票速報の合間に、三枝ときよしの司会で芸能人の親子が登場する「パンチDEラブラブ」という企画を特別に生放送。いわゆる「世襲候補者」が目立った選挙戦にちなんで、大村崑親子とキャロライン洋子親子をゲストに迎えた。
- 土曜移動後にはエンディングテーマとして『恋はミストラル」』増田俊郎＆セプテンバーブルー）が流された。
- 東海3県では、元々独立UHF局の岐阜放送と三重テレビで岐阜・三重両県向けにネットされ、番組が全国ネットに昇格した後もしばらくこの2局でネットされていた。後に東海テレビにネット移行し、最終回まで同局で放送され続けた。
- 系列外の青森テレビ、岩手放送（現・IBC岩手放送）、山梨放送[注 3]、四国放送、テレビ高知[注 4]にて遅れネットで放送。
- 当時は系列局だったテレビ山口（現在はTBS系列だが、1987年9月まではFNSにも加盟のクロスネット局）でも放送。テレビ山口では日曜23時から放送されていた。
- テレビ岡山では、1975年4月からは関西地区のネットチェンジで山陽放送に移行した『アップダウンクイズ』（毎日放送）の後番組として、日曜19:00 - 19:30に放送したが、10月から『UFOロボ グレンダイザー』を同時ネットするため枠移動した。また、岡山県との相互乗り入れ前の香川県では瀬戸内海放送で放送された。
- 福井テレビでは、1975年2月5日に水曜 18:00 - 18:30にて放送開始している[6]。
- 『オレたちひょうきん族』では、明石家さんまが三枝に、島田紳助がきよしに扮してオープニングを真似した。
- 深夜移行後は、オープニングで視聴者から寄せられたデートにまつわるエピソードを紹介した後に、三枝が「それでは、パンチDEデート！」とコールしてCMに入っていた。また、CM前のオープニングのタイトルバックでは、本番前に観覧客がいろんなゲームをする映像が流れた。そのときに司会（兼前説）を務めたのは、三枝の弟子の桂三歩である。
- 『とんねるずのみなさんのおかげです』のパロディコント「新畑任三郎」で犯人役に三枝が出演した際、オープニングが再現され、三枝本人ときよしに扮した木梨憲武が番組のキャッチフレーズをコールしていた。
- 2012年12月に上演された舞台『吉本百年物語 日本全国、テレビで遊ぼ』でこの番組が再現され、西川きよし役を長男の忠志、桂三枝役をなだぎ武が演じた。出演した素人役は日替わりゲスト（岡村隆史、上泉雄一、近藤夏子など）が演じた。舞台の千秋楽にはきよし夫妻と文枝本人が登場し、オープニングのかけあいが再現された。
- 2016年現在、ベトナムでは、同番組のフォーマットを使った番組『BAN MUON HEN HO』が現地テレビ局により制作・放送されている[7]。
- 2017年、配信サイト大阪チャンネルでリバイバル番組『小籔＆すっちーのパンチDEデート』が6月28日から公開された。MCは小籔千豊とすっちーで10月まで10回ほど配信された模様。

## スタッフ
- 構成：竹本浩三、木皿泉（末期のみ）
- 音楽：増田俊郎
- エレクトーン演奏：坂本八重子、鳥取令子
- プロデューサー：栂井丈治、高崎貞夫
- 制作協力：エイトプロダクション
- 制作著作：関西テレビ

## テーマソング
- 「ひと目逢ったその日から」（歌：桂三枝＆西川きよし）
  - 作詞：伊藤アキラ／作曲：小林亜星／編曲：ボブ佐久間
  - 1975年2月発売、ミノルフォンレコード、規格品番：KA-583
  - レコードには番組への応募用紙が封入されていた。

## 関連書籍
- パンチDEデート（桂三枝・西川きよし編、協力：関西テレビ） サラ・ブックス（二見書房）、1975年9月
- きよし・三枝のパンチDEデート 〜ごたいめ〜ん〜（関西テレビ編） シュバル、1981年9月 ISBN 4915524000

## ボードゲーム
- スクールパンチ「パンチDEデートゲーム」（タカラ） - 1979年から1980年頃まで発売。内容はすごろく形式。